# Jerry Rix
 (janvier 2020).
Si vous disposez d'ouvrages ou d'articles de référence ou si vous connaissez des sites web de qualité traitant du thème abordé ici, merci de compléter l'article en donnant les références utiles à sa vérifiabilité et en les liant à la section « Notes et références ».
Jerry Rix, de son vrai nom Geertjan Lacunes (né le 19 juin 1947 à Amsterdam, mort le 3 janvier 2016 à Rhodes) est un chanteur néerlandais.

## Biographie
Jerry Rix est le fils du chanteur Toby Rix (1920-2017), de son vrai nom Tobias Lacunes. Sa sœur est l'actrice Maroesja Lacunes (née en 1945).
En 1964, Jerry Rix sort son premier single Ebb Tide, alors sous le pseudonyme Gerry Rix. En 1967, il participe à la Coupe d'Europe du tour de chant avec Patricia Paay pour les Pays-Bas. En 1967, il termine cinquième à un festival de chanson en Roumanie.
Au début des années 1970, il apparaît à la télévision allemande avec des titres allemands. Il est pour la première fois en 1970 dans le magazine de la ZDF Die Drehscheibe, en janvier 1971 pour la première fois dans le ZDF-Hitparade et est invité du Rudi Carrell Show pendant cette période. En mai 1973, il est dans Musik aus Studio B. En 1974, il est membre du groupe Love Generation.
En 1976, il obtient son plus grand succès avec Disco Train qui est à la 24e place annuelle de l'émission de la WDR Schlagerrallye.
À partir du milieu des années 1970, il a également commencé à travailler comme chanteur de studio et auteur-compositeur pour des artistes bien connus, par exemple Donna Summer, La Bionda, Boney M., Joy Fleming, Anja Hauptmann, Gitte Hænning… La voix masculine de tous les enregistrements du groupe disco féminin Silver Convention vient également de lui.
En duo avec Linda G. Thompson, il sort le single Du bist schuld, dass unsere Kinder so aussehen wie du (1978). Ils participent à la sélection de l'Allemagne pour le Concours Eurovision de la chanson 1979 avec le titre Wochenende et finissent onzième. En 1981, il fonde un groupe appelé "Lo Budget And The Raincoats" qui sort un single.
Rix vivait avec son épouse Jutta Mairiedl, dans le village de Lachania dans l'île de Rhodes, en Grèce et y meurt le 3 janvier 2016 des conséquences d'un cancer de la prostate.

## Discographie
Alben
- 1971 : Mein Weg zu dir (Liberty Records)
- 1972 : Jerry Rix (Intercord)
- 1973 : Jerry Rix (Intercord; Anm.: enthält andere Titel)
- 1989 : Jerry Rix Sings Diane Warren – Nothing’s Gonna Stop Us Now (White Records)

Singles
- 1964 : Ebb Tide (als Gerry Rix)
- 1970 : Wie ein Bettler vor der Tür / Champs Elysées (Liberty Records)
- 1971 : Mein Weg zu dir / Sie lieben dich – so wie ich (Liberty Records)
- 1971 : Nur für dich / Hello Rosy (United Artists Records)
- 1973 : Ich will mehr als nur dein Freund sein / … und der Zug läuft langsam ein (Intercord)
- 1973 : Ich mag dich / Denk’ an heute (Intercord)
- 1974 : Bad, bad Leroy Brown / Regentag (Warner Bros.)
- 1975 : Hey Big Mama / Was einst war (Warner Bros.)
- 1975 : Mit dem Feuer sollst du nicht spielen / Gedanken (Warner Bros.)
- 1976 : Disco Train / Hands full of Nothing (Jupiter Records)
- 1977 : I wanna see your Dance / Friday’s Song (Jupiter Records / Columbia Records / Inter Global Music)
- 1977 : Heu in den Haaren / Sommer (Jupiter Records)
- 1977 : Hay in your Hair / Oh, City Woman (Jupiter Records)
- 1978 : Süße 17 / Wer tanzt da durch den Park? (Jupiter Records)

## Source de la traduction
- (de) Cet article est partiellement ou en totalité issu de l’article de Wikipédia en allemand intitulé « Jerry Rix » (voir la liste des auteurs).